# Liquido di Luttinger
Il Liquido di Luttinger o Liquido di Tomonaga–Luttinger è un modello teorico che descrive l'interazione degli elettroni (o di altri fermioni) in un conduttore unidimensionale (fili quantici come i nanotubi di carbonio).
Un tale modello è necessario nel caso in cui il modello del liquido di Fermi cessa di essere valido ad una dimensione.
Il modello fu proposto per la prima volta da Tomonaga nel 1950. Il modello mostrò che sotto certi vincoli le interazioni di second'ordine tra gli elettroni potrebbero essere modellati come interazioni bosoniche.
Nel 1963 Luttinger riformulò la teoria in termini di onde sonore di Bloch e mostrò che i vincoli proposti da Tomonaga non erano necessari per trattare perturbazioni di second'ordine come i bosoni. Tuttavia la sua soluzione del modello non era corretta; la soluzione corretta fu data da Mattis e Lieb nel 1965.
Valori del parametro di Luttinger compresi fra 0,21 e 0,33 consentono l'osservazione dei parafermioni. Nel 2022 gli scienziati dell'Università tecnologica Nanyang hanno raggiunto tali valori in condizioni di controllo, notando che "gli elettroni nel substrato di grafene/tungsteno hanno aumentato la loro repulsione, al punto che "erano costretti a muoversi collettivamente a causa dell’interazione tra i campi di repulsione di ciascuno" di essi.